# Lavaqueresse
Lavaqueresse es una comuna francesa situada en el departamento de Aisne, de la región de Alta Francia.

## Geografía
Está ubicada a 18 km al noroeste de Vervins.

## Demografía
| 320 | 310 | 259 | 256 | 224 | 209 | 212 | 207 |
| Para los censos de 1962 a 1999 la población legal corresponde a la población sin duplicidades (Fuente: INSEE [Consultar]) |     |     |     |     |     |     |     |